# Constante de Faraday
A constante de Faraday (símbolo: F) é uma constante física fundamental que representa a carga molar elementar A constante recebeu este nome em homenagem ao cientista britânico Michael Faraday, devido aos seus vastos estudos em eletroquímica.

## Valor verdadeiro convencional
Atualmente o CODATA recomenda para a constante de Faraday o valor de:
{\displaystyle F=96485,\!33212\,{\mbox{C}}\cdot {\mbox{mol}}^{-1}}  (exatamente)
Este é o melhor valor estimado para a constante de Faraday, conhecido também como valor verdadeiro convencional (de uma grandeza)